# Tournoi de tennis de Californie du Sud
Le tournoi de Californie du Sud ou Southern California Championships, (États-Unis) est un tournoi de tennis féminin dont la première édition remontre à 1886.
Les villes de Santa Monica, Long Beach et Los Angeles ont successivement hébergé l'événement.
Avec six victoires, dont quatre consécutives de 1941 à 1944, Louise Brough détient le record du nombre de titres en simple.
La dernière édition, organisée sous l'égide de la WTA, date de 2013.

## Palmarès

### Simple
| No | Date       | Nom et lieu du tournoi                              | Catégorie | Dotation | Surface    | Vainqueure          | Finaliste           | Score          |         |
| -- | ---------- | --------------------------------------------------- | --------- | -------- | ---------- | ------------------- | ------------------- | -------------- | ------- |
| 1  | 26-04-1951 | Southern California Championships, Ojai Valley      |           | NC       | Dur (ext.) | Maureen Connolly    | Nancy Chaffee       | 6-2, 3-6, 10-8 |         |
| 2  | 05-05-1952 | Southern California Championships, Los Angeles      |           | NC       | Dur (ext.) | Louise Brough       | Maureen Connolly    | 5-7, 6-2, 6-3  |         |
| 3  | 06-05-1961 | Southern California Championships, Los Angeles      |           | NC       | Dur (ext.) | Karen Hantze        | Billie Jean Moffitt | 6-4, 6-1       | Tableau |
| 4  | 05-05-1962 | 76th Southern California Championships, Los Angeles |           | NC       | Dur (ext.) | Karen Susman        | Billie Jean Moffitt | 6-3, 6-4       | Tableau |
| 5  | 06-05-1963 | Southern California Championships, Los Angeles      |           | NC       | Dur (ext.) | Billie Jean Moffitt | Darlene Hard        | 6-4, 6-3       | Tableau |
| 6  | 02-05-1964 | Southern California Championships, Los Angeles      |           | NC       | Dur (ext.) | Carole Caldwell     | Billie Jean Moffitt | 7-5, 3-6, 6-1  | Tableau |
| 7  | 01-05-1965 | Southern California Championships, Los Angeles      |           | NC       | Dur (ext.) | Billie Jean Moffitt | Kathleen Harter     | 6-3, 6-1       | Tableau |
| 8  | 01-05-1966 | 80th Southern California Championships, Los Angeles |           | NC       | Dur (ext.) | Billie Jean King    | Tory Ann Fretz      | 6-3, 10-8      | Tableau |

### Double
| No | Date       | Nom et lieu du tournoi                             | Catégorie | Dotation | Surface    | Vainqueures                       | Finalistes                        | Score         |         |
| -- | ---------- | -------------------------------------------------- | --------- | -------- | ---------- | --------------------------------- | --------------------------------- | ------------- | ------- |
| 1  | 06-05-1961 | Southern California Championships Los Angeles      |           | NC       | Dur (ext.) | Katherine D. Chabot Sally Moore   | Karen Hantze Billie Jean Moffitt  | 6-1, 6-4      | Tableau |
| 2  | 05-05-1962 | 76th Southern California Championships Los Angeles |           | NC       | Dur (ext.) | Billie Jean Moffitt Karen Susman  | Carole Caldwell Dorothy Bundy     | 4-6, 6-1, 6-3 | Tableau |
| 3  | 06-05-1963 | Southern California Championships Los Angeles      |           | NC       | Dur (ext.) | Susan Behlmar Billie Jean Moffitt | Carole Caldwell Darlene Hard      | 8-6, 7-9, 6-4 | Tableau |
| 4  | 02-05-1964 | Southern California Championships Los Angeles      |           | NC       | Dur (ext.) | Kathy Blake Kathleen Harter       | Susan Behlmar Billie Jean Moffitt | 7-9, 6-2, 8-6 | Tableau |
| 5  | 01-05-1965 | Southern California Championships Los Angeles      |           | NC       | Dur (ext.) | Kathy Blake Kathleen Harter       | Tory Ann Fretz Farel Footman      | 6-2, 4-6, 6-3 | Tableau |
| 6  | 01-05-1966 | 80th Southern California Championships Los Angeles |           | NC       | Dur (ext.) | Patti Hogan Peggy Michel          | Tory Ann Fretz Carole Loop        | 6-4, 7-5      | Tableau |

### Double mixte
| No | Date       | Nom et lieu du tournoi                             | Catégorie | Dotation | Surface    | Vainqueures                     | Finalistes                       | Score    |         |
| -- | ---------- | -------------------------------------------------- | --------- | -------- | ---------- | ------------------------------- | -------------------------------- | -------- | ------- |
| 1  | 01-05-1966 | 80th Southern California Championships Los Angeles |           | NC       | Dur (ext.) | Billie Jean King Jerry Cromwell | Mandy Einstein Vladimir Petrović | 8-6, 6-2 | Tableau |